# Pierre-Alexandre Besse de Laromiguière
Pierre Alexandre Charles Besse de Laromiguière est un homme politique français né le 9 décembre 1775 à Cahors (Lot) et décédé le 18 janvier 1854 au même lieu.

## Famille
La famille Besse de Laromiguière est une famille subsistante d'ancienne bourgeoisie originaire de Montauban. Son fondateur, Jean Besse, mort en 1700, était conseiller du roi au présidial de Montauban.

## Biographie
Juge de paix du canton de Saint-Géry en 1808, il est vice-président du tribunal de Cahors en 1811, puis président en 1816. Il prend sa retraite en 1851. Il est également député du Lot en 1815, pendant les Cent-Jours.

## Sources
- Ressource relative à la vie publique :   - Base Sycomore
- « Pierre-Alexandre Besse de Laromiguière », dans Adolphe Robert et Gaston Cougny, Dictionnaire des parlementaires français, Edgar Bourloton, 1889-1891 [détail de l’édition]